# Berlin Alexanderplatz (série télévisée)
Cet article concerne l'adaptation télévisée. Pour le roman, voir Berlin Alexanderplatz (roman).
Pour les articles homonymes, voir Berlin Alexanderplatz.
Berlin Alexanderplatz est une série allemande, en 14 épisodes, réalisée par Rainer Werner Fassbinder d'après le roman d'Alfred Döblin, diffusée en 1980.
La série a été montrée en avant-première lors de la Mostra de Venise 1980.

## Synopsis
Alors que les Années folles prennent fin à Berlin, Franz Biberkopf sort de prison bien décidé à mener une vie honnête. Il va néanmoins être malgré lui lié à l'univers criminel de la ville.

## Fiche technique
- Titre : Berlin Alexanderplatz
- Réalisation : Rainer Werner Fassbinder
- Scénario : Rainer Werner Fassbinder d'après le livre de Alfred Döblin
- Production : Peter Märthesheimer, Günter Rohrbach et Gunther Witte
- Musique : Peer Raben
- Photographie : Xaver Schwarzenberger
- Montage : Juliane Lorenz
- Pays d'origine : Allemagne
- Format : Couleurs - 1,33:1 - Mono
- Genre : Drame
- Durée : 894 minutes (14 épisodes)
- Date de diffusion : 1980

## Distribution
- Günter Lamprecht : Franz Biberkopf (14 épisodes)
- Karlheinz Braun : Rechtsanwalt Löwenhund (13 épisodes)
- Hanna Schygulla : Eva (12 épisodes)
- Claus Holm : Wirt (12 épisodes)
- Franz Buchrieser : Gottfried Meck (11 épisodes)
- Brigitte Mira : Frau Bast (10 épisodes)
- Roger Fritz : Herbert (9 épisodes)
- Gottfried John : Reinhold Hoffmann (9 épisodes)
- Barbara Sukowa : Mieze (7 épisodes)
- Ivan Desny : Pums (7 épisodes)
- Axel Bauer : Dreske (2 épisodes)
- Udo Kier : Jeune homme au bar (2 épisodes)
- Rainer Werner Fassbinder : Narrateur et lui-même
- Margit Carstensen : La secrétaire
- Elisabeth Trissenaar : Lina (4 épisodes)
- Volker Spengler : Bruno (7 épisodes)
- Vitus Zeplichal : Rudi (7 épisodes)